# Fernando Güell
Fernando Güell (* 1959 in Barcelona; manchmal Guell) ist ein spanischer Comiczeichner und Art Director von ECN. Er wurde folglich durch seine Arbeit für Disney bekannt.

## Leben
Güell wurde 1959 in Barcelona geboren, seine Mutter war Illustratorin. Mit 9 Jahren schickte der Junge einige Zeichnungen an die Walt Disney Company. Daraufhin wurde ihm geraten, sich noch ein wenig zu gedulden, jedoch weiterhin zu zeichnen. So hatte er mit 14 Jahren bereits vier Kinderbücher illustriert und veröffentlicht.
Von nun an arbeitete er als Künstler und besuchte zeitgleich fünf Jahre lang eine Kunstakademie. 1977 begann er daraufhin, als Freelancer zu arbeiten. Von 1981 bis 1986 dann zeichnete Fernando Güell für den Egmont Ehapa Verlag. Das tut er bis heute, wobei er viele verschiedene Aufgaben übernahm, bis er 2000 Art Director wurde.
Obwohl Güell schon viele Comicfiguren malte, ist Micky Maus seine absolute Lieblingsfigur.